# King City (Missouri)
King City é uma cidade localizada no estado americano de Missouri, no Condado de Gentry.

## Demografia
Segundo o censo americano de 2000, a sua população era de 1012 habitantes.
Em 2006, foi estimada uma população de 921, um decréscimo de 91 (-9.0%).

## Geografia
De acordo com o United States Census Bureau tem uma área de
3,6 km², dos quais 3,6 km² cobertos por terra e 0,0 km² cobertos por água. King City localiza-se a aproximadamente 337 m acima do nível do mar.

## Localidades na vizinhança
O diagrama seguinte representa as localidades num raio de 24 km ao redor de King City.